# Orejana
Orejana és un municipi de la província de Segòvia, a la comunitat autònoma de Castella i Lleó. Està situat entre Pedraza, Arcones i Valleruela de Pedraza.

## Demografia
| 1991 | 1996 | 2001 | 2004 | 2006 |
| ---- | ---- | ---- | ---- | ---- |
| 126  | 122  | 92   | 96   | 83   |